# Josef Stein
Pour les articles homonymes, voir Stein.
Josef Stein, né le 2 février 1876 à Vienne (Autriche) et mort le 16 juin 1937 à Prague (Tchécoslovaquie), est un réalisateur et producteur autrichien
.

## Biographie
Josef Stein a contribué à plus de trente films de 1917 à 1937.

## Filmographie (sélection)

### Réalisateur
- 1917 :  Der Knute entflohen
- 1917 :  Tuberosen
- 1917 :  Die Geächteten
- 1917 :  Erloschene Augen. Tragödie eines blinden Kindes
- 1917 :  Das geborgte Leben
- 1918 :  Das Spitzentuch der Fürstin Wolkowska
- 1918 :  Rächende Liebe
- 1918 :  A Csitri
- 1918 :  A Gög
- 1918 :  A Szeszély
- 1918 :  Irrwege der Liebe
- 1918 :  Sei getreu bis in den Tod
- 1918 :  Weg der Erlösung
- 1918 :  Das große Opfer
- 1918 :  Kassenrevision
- 1918 :  Das Licht des Lebens
- 1919 :  Úri banditák
- 1919 :  A Csöppség
- 1919 :  Francillon
- 1920 :  Der Prinz von Montecuculi
- 1920 :  Mikor a szölö érik
- 1920 :  Auf den Trümmern des Paradieses
- 1920 :  Die Todeskarawane
- 1920 :  Moderne Sklaven
- 1920 :  Hoheit auf der Walze
- 1921 :  Klatsch  (court métrage)
- 1921 :  Nobody  (court métrage)
- 1922 :  Das Geheimnis der sieben Ringe
- 1922 :  Jussuf el Fanit, der Wüstenräuber
- 1922 :  Gaukler der Straße
- 1922 :  Die Dame in Grau
- 1922 :  Im Zeichen der Schlange
- 1922 :  Lucifer  (court métrage)
- 1922 :  Die Flibustier
- 1922 :  Der Herr der Unterwelt  (court métrage)
- 1923 :  Die Welt in Flammen. 1. Haß und Liebe
- 1923 :  Lachendes Weinen
- 1924 :  Die lockende Gefahr
- 1925 :  Die Kleine aus Amerika
- 1925 :  Der Schrecken der Westküste
- 1925 : Am besten gefällt mir die Lore

### Producteur
- 1927 :  Primanerliebe
- 1927 :  Das Erwachen des Weibes
- 1929 :  Zwischen vierzehn und siebzehn - Sexualnot der Jugend
- 1929 :  Jugendtragödie  (line producer)
- 1930 :  Stud. chem. Helene Willfüer  (line producer)
- 1930 : Quatre dans la tempête (Ein Mädel von der Reeperbahn) (executive producer)
- 1931 :  Aféra plukovníka Rédla
- 1936 :  Le Golem  (non crédité)
- 1936 :  Jizdni hlidka
- 1937 :  Rozkosný príbeh
- 1937 :  Devce za výkladem
- 1937 : Le monde est à nous (Svet patrí nám)